# Egon Lothar Stolzenburg

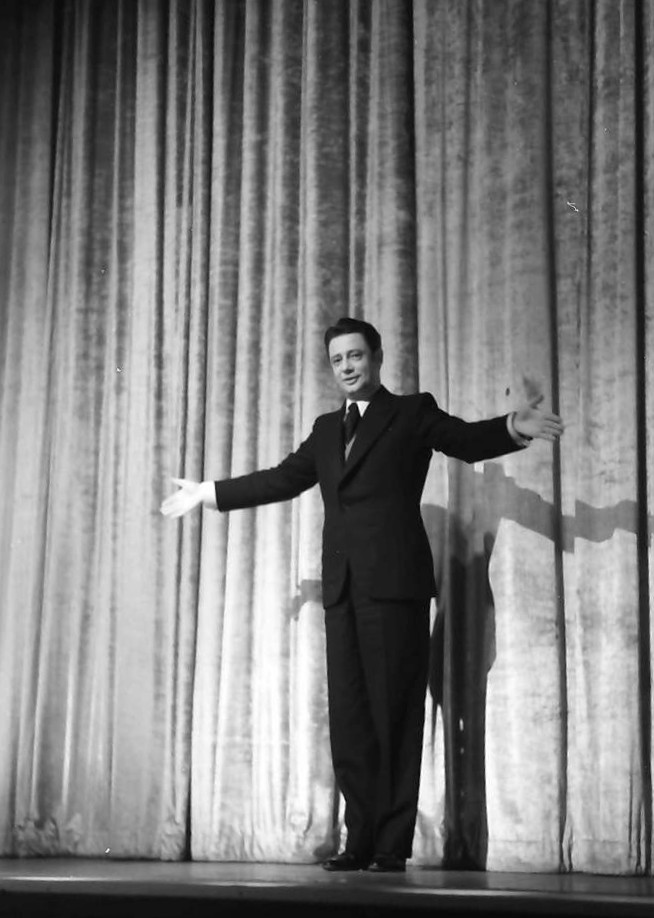
Egon Lothar Stolzenburg im November 1938 im Kabarett der Komiker

Egon Lothar Stolzenburg (* 4. Oktober 1898 in Berlin; † 3. Juni 1965 in Breitbrunn am Chiemsee) auch E. L. Stolzenburg war ein deutscher Autor und Lyriker.

## Leben
Stolzenburg war als bekannter Brettldichter seiner Generation in den 1920er-Jahren bis in die 1930er-Jahre in der Tradition von Joachim Ringelnatz als sogenannter Hausdichter des Alten Simpl in München tätig. Diese Tätigkeit als Hausdichter im Simpl nahm später in der Nachfolge der Lyriker Ernst Klotz wahr. Auch nach Ende des Zweiten Weltkriegs belebte Stolzenburg 1946 in den Anfangsjahren gemeinsam mit Karl Peukert und Ernst Klotz das Kabarett Simpl wieder neu.
In den 1930er-Jahren wurde Stolzenburg an das damals von Willi Schaeffers als Direktor geführte Kabarett der Komiker in Berlin engagiert. Dort trug er unter anderem im Jahr 1938 seine eigenen Gedichte vor.
Egon Lothar Stolzenburg veröffentlichte darüber hinaus 1936 den Gedichtband Kurriburri, den er mit 15 eigenen Strichzeichnungen versah. 1939 folgte Der Bobak, ebenfalls ein humoristischer Gedichtband, dessen Illustrationen diesmal von der Zeichnerin Franziska Bilek gestaltet wurden.

## Werke
- Kurriburri (Gedichte). Sport und Spiel Verlags- u. Vertriebs-GmbH, Berlin 1936.
- Der Bobak (Gedichte). Verlag H. Hugendubel, München 1939.